# Gustaaf Sap
Gustaaf Karel Sap (of Gustave Charles Sap) (Kortemark, 21 januari 1886 – Brussel, 19 maart 1940) was een Belgisch hoogleraar, Kamerlid en minister voor de Katholieke Partij.

## Levensloop
Gustaaf Karel Sap, geboren te Kortemark op 21 januari 1886, is de zoon van Camille Sap, gemeentelijk ontvanger, en van Leonia Hemeryck. In 1920, hij trouwde met Antoinette Gylsen, dochter van een rijke reder die hem geeft zes kinderen. Een van zijn dochters, Cécile Sap, trouwde met André Vlerick, minister van Financiën en een ander, Godelieve Sap, trouwde Albert De Smaele, uitgever en hoofdredacteur van de Katolieke krant De Standaard. Gustave Sap was de schoonvader van André Vlerick, Jan Piers, Marcel Simkens, Jacques Van der Ghote en Albert De Smaele.
Sap behaalde eerst in 1905 het onderwijzersdiploma aan de normaalschool in Torhout en promoveerde in 1911 tot licentiaat in de handels- en consulaire wetenschappen en in 1912 tot doctor in de politieke en sociale wetenschappen aan de Katholieke Universiteit Leuven. In 1913 werd hij hoogleraar aan de handelshogeschool van de KU Leuven en na de oorlog aan de rechtsfaculteit.
Van 1915 tot 1918 was hij in Le Havre secretaris van de minister van Openbare Werken en Landbouw Joris Helleputte. Hij werd tevens een vertrouwensman van de Frontbeweging. Na de Eerste Wereldoorlog twijfelde hij tussen de Frontpartij en de Katholieke Partij, maar uiteindelijk koos Sap voor deze laatste partij.
Van 1919 tot 1940 was hij lid van de Kamer van volksvertegenwoordigers voor het arrondissement Roeselare-Tielt. In mei 1931 lokte hij met een ophefmakende interpellatie over het uitblijven van de taalontwerpen de val van de regering-Jaspar III uit. De nieuwe premier Jules Renkin vroeg Sap in de regering te komen, maar hij weigerde. Na de herschikking van de Renkin I was hij van mei tot december 1932 in de regering-Renkin II minister van Openbare Werken. Vervolgens was hij van december 1932 tot juni 1934 minister van Openbare Werken, Landbouw en Middenstand en van juni tot november 1934 minister van Financiën in de regeringen onder leiding van Charles de Broqueville.
Sap was sedert 1919 beheerder van het dagblad De Standaard, toen in handen van Frans Van Cauwelaert. In 1927 verwierf hij de meerderheid van de aandelen en vanaf 1929 nam hij de leiding van de krant in handen. Hij wijzigde de gevolgde koers, zodat het blad tegemoetkwam aan de Vlaams-nationalisten en afstand nam van de katholieke Vlaamse Kamergroep onder leiding van Frans Van Cauwelaert. De koers was nochtans ook eerder wispelturig, naargelang Sap al of niet in de regering zetelde.
Als minister van Financiën waarschuwde hij in 1934 voor het faillissement van de Middenkredietkas en de Algemeene Bankvereeniging, die de Belgische Boerenbond controleerde. Hij eiste het ontslag van de leiding van de bond, maar werd zelf uit de regering geweerd en beschouwde dit als een zet van de Boerenbond.
In 1937 werd hij uit de katholieke parlementsfractie gezet, na een ophefmakende interpellatie over de financiële malversaties bij de Nationale Bank, gericht tegen premier Paul van Zeeland. In 1938 werd hij weer in de fractie opgenomen. Niet veel later, in april 1939, werd hij weer minister omdat volgens Marcel-Henri Jaspar 'een regering zonder Sap onmogelijk geworden was'. In de regeringen Pierlot II en Pierlot III werd hij minister van Economische Zaken en Middenstand, wat hij bleef tot aan zijn dood in 1940. Na zijn plotse dood door hartproblemen, werd hij in de regering opgevolgd door August De Schryver. Na zijn dood in Brussel op 19 maart 1940, werd hij begraven in Beernem.

## Publicaties
- Le régime légal des bourses en Allemagne, Leuven, 1912.